# Филипп де Туси
Филипп де Туси (фр. Philippe de Toucy; ум 12 января 1277) — адмирал, кесарь, бальи Латинской империи, военачальник Сицилийского королевства. Во время двух поездок (в 1245-1247 и в 1249-1251 годах) правителя Латинской империи Балдуина II де Куртене в Западную Европу Филипп оставался наместником последнего в Константинополе.

## Происхождение
Филипп де Туси происходил из знатного французского рода де Туси, принадлежавшего к франкской знати Латинской империи. Дом де Туси был в родстве с такими известными династиями, как Виллардуэны и Капетинги. Его отцом был Наржо де Туси, бальи Латинской империи и кесарь, а матерью — дочь знаменитого византийского архонта Феодора Враны. У Филиппа был младший брат Анселен, известный военачальник и государственный деятель Ахейского княжества и Сицилийского королевства. Также у Филиппа были две сестры.

## Биография
Филипп де Туси родился не ранее 1220 года и был старшим ребёнком в семье Наржо де Туси. В 1239 году Филипп присутствовал на переговорах между Латинской империей и половцами, которые позже подробно описал знаменитому французскому летописцу Жану де Жуанвилю. После смерти Наржо де Туси в 1241 году Филипп получил от отца по наследству титул кесаря. В 1245 году, когда Филиппу было не более 25 лет, правитель Латинской империи Балдуин II де Куртене назначил его своим наместником в Константинополь на время своей поездки в Западную Европу. Филипп оставался правителем Латинской империи до 1247 года, когда Балдуин вернулся в Константинополь.
В период между 1249 и 1251 годами, в связи с участием Балдуина II в седьмом крестовом походе, Филипп был вновь оставлен де Куртене в качестве правителя Латинской империи. После, в 1251 году, Филипп поступил вместе с ещё 9 рыцарями на службу своему родственнику, королю Франции Людовику Святому, который в то время находился в Кесарии. Сохранилось свидетельство, что в июле 1251 года Филипп вернул королю одолженную ранее у Людовика сумму в 500 ливров. После года службы в Палестине Филипп вернулся в Константинополь.
25 июля 1261 года войска Никейской империи захватили Константинополь, ставший столицей восстановленной Византии, а Латинская империя перестала существовать. Во время захвата города Филипп де Туси попал в плен и содержался последующие годы под стражей в Константинополе. Лишь в 1264 году Анселен де Туси во время обмена пленными Ахейского княжества и Византии смог вызволить своего брата из заключения.
Вскоре после своего освобождения из плена Филипп перебрался в Италию. Там он вместе со свергнутым Балдуином II де Куртене и несколькими высокопоставленными сановниками павшей Латинской империи поступил на службу к королю Сицилии Карлу Анжуйскому. Родство Филиппа с Карлом (братом Людовика IX) позволило де Туси получить земельный надел и занять высокое место при сицилийском дворе: он получил должность смотрящего за королевскими псарнями, а также нередко выступал в качестве советника Карла.
9 июня 1271 года Филипп де Туси был назначен адмиралом Сицилийского королевства. В октябре 1271 года Филиппу было поручено перевезти в Тунис осадные машины для помощи крестоносцам. В следующем году де Туси был вновь послан в Тунис для сбора дани с местных мусульманских правителей. Весной 1273 года Филипп был отправлен во главе большого войска в Грецию против византийцев. Но де Туси постигла неудача и к 1274 году его войска контролировали только два порта, Диррахий и Волону. Также в 1274 году Филипп командовал сицилийским флотом, направленным против Генуэзской республики. В обоих этих походах заместителем Филиппа был его сын Наржо де Туси.
Скончался 12 января 1277 года.

## Семья
Филипп был женат на Портии де Руа, дочери бургундского рыцаря Оттона де Руа. От этого брака у него остались два сына, Наржо де Туси и Оттон де Туси.